# Bernhard Stavenhagen

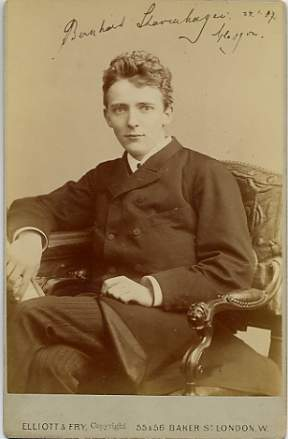
Bernhard Stavenhagen antes de 1907.

Bernhard Stavenhagen (Greiz, Alemania, 24 de noviembre de 1862 - Ginebra, Suiza, 25 de diciembre de 1914) fue un pianista, compositor y director de orquesta alemán. Su estilo musical estuvo incluido por Franz Liszt y como director fue un firme defensor de la nueva música.

## Biografía
Bernhard Stavenhagen nació el 24 de noviembre de 1862 en Greiz (Alemania) y comenzó a estudiar piano en 1868, a los 6 años. Su familia se trasladó a Belín en 1874 donde comenzó a estudiar con Theodor Kullak. Ingresó en la universidad de la ciudad en 1878, recibiendo clases particulares de composición de Friedrich Kiel.
En 1885 Stavenhagen se convirtió en alumno de Franz Liszt en Weimar y viajó con él a Roma, Budapest, París, Londres y Bayreuth. Después de la muerte del compositor húngaro en 1886, Stavenhagen se embarcó en una serie de giras de conciertos para piano por Europa y Norteamérica que duró 10 años. En abril de 1890 fue nombrado pianista de corte de Carlos Alejandro de Sajonia-Weimar-Eisenach y en julio del año siguiente se casó con Agnes Denninghof (más conocida como Agnes Denis-Stavenhagen, 1860-1945), una soprano de la ópera de la corte de Weimar. En 1893 compuso su Tercer concierto para piano en si menor.
Ocupó el puesto de director en Weimar, donde fue nombrado maestro de capilla de la corte y dirigió los estrenos de seis nuevas óperas en ocho meses en la ciudad, y desde 1898 ocupó un puesto similar en Múnich. Entre los estrenos de obras que dirigió se encuentran obras desde Richard Strauss, Hans Pfitzner y Gustav Mahler hasta Arnold Schoenberg, Claude Debussy y Maurice Ravel. 
En 1907 se trasladó a Ginebra donde impartió clases magistrales de piano en el Conservatorio de la ciudad hasta su muerte el 25 de diciembre de 1914. Después de su muerte, su cuerpo fue trasladado a Weimar, donde fue enterrado.
La escuela de música de Greiz lleva su nombre como homenaje.

## Obras
Entre sus grabaciones en pianola se encuentra una representación de la Rapsodia húngara n.º 12; en dicha grabación anotó que era la forma en la que él había oído a Liszt interpretarla.